# Гораївка

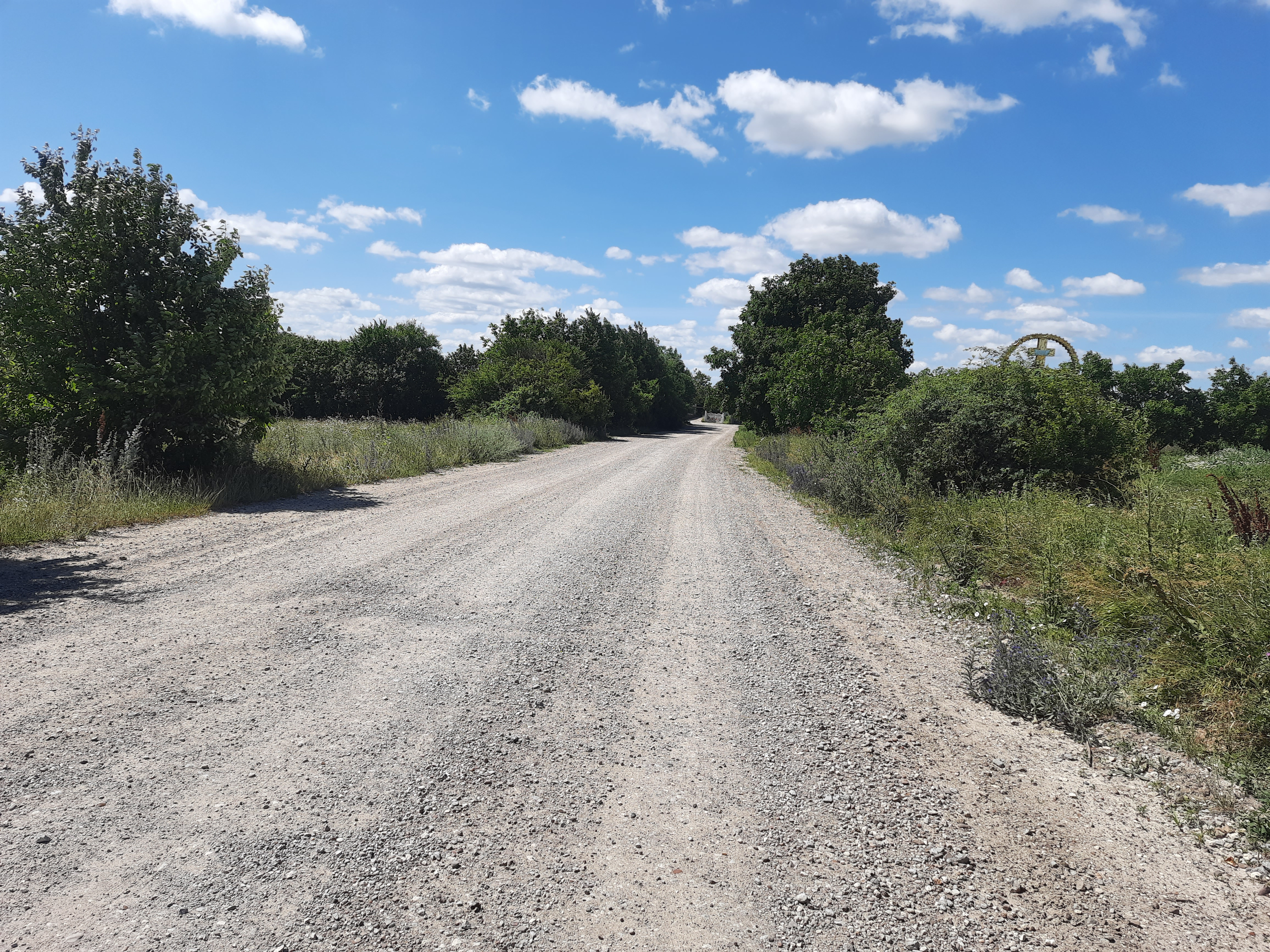
В'їзд у село

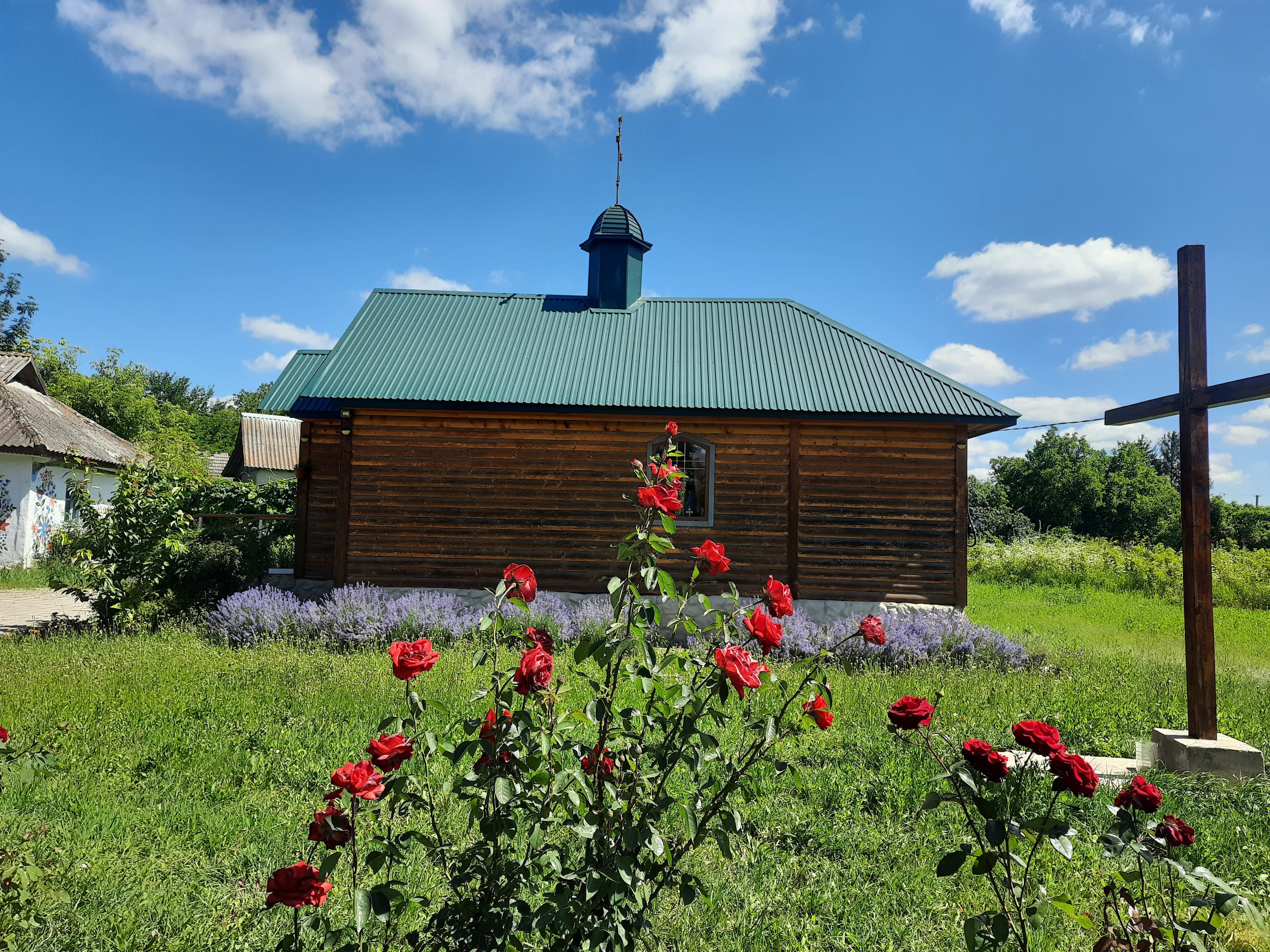
Церква Верховних Апостолів Петра і Павла (УГКЦ)

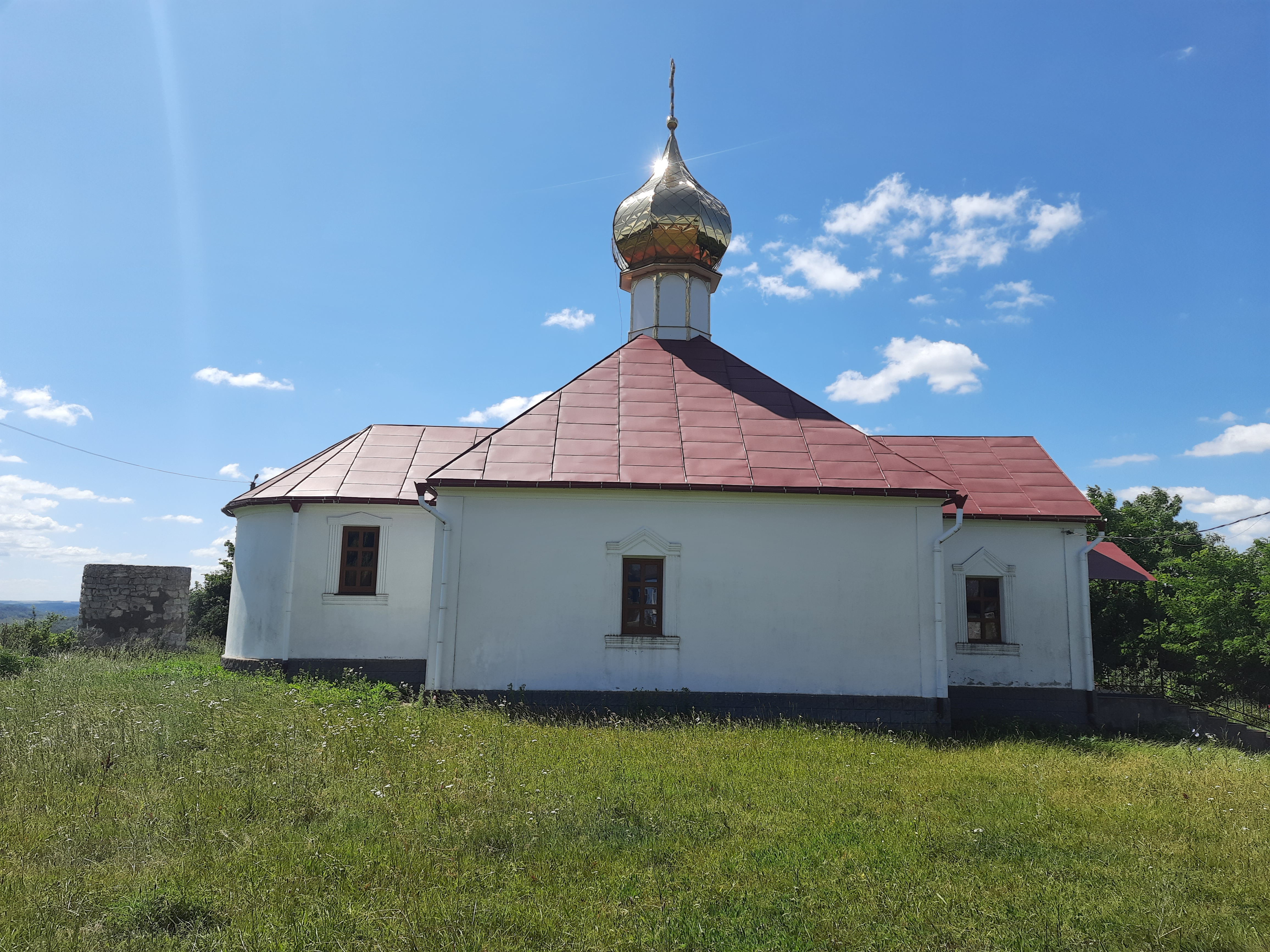
Церква УПЦ

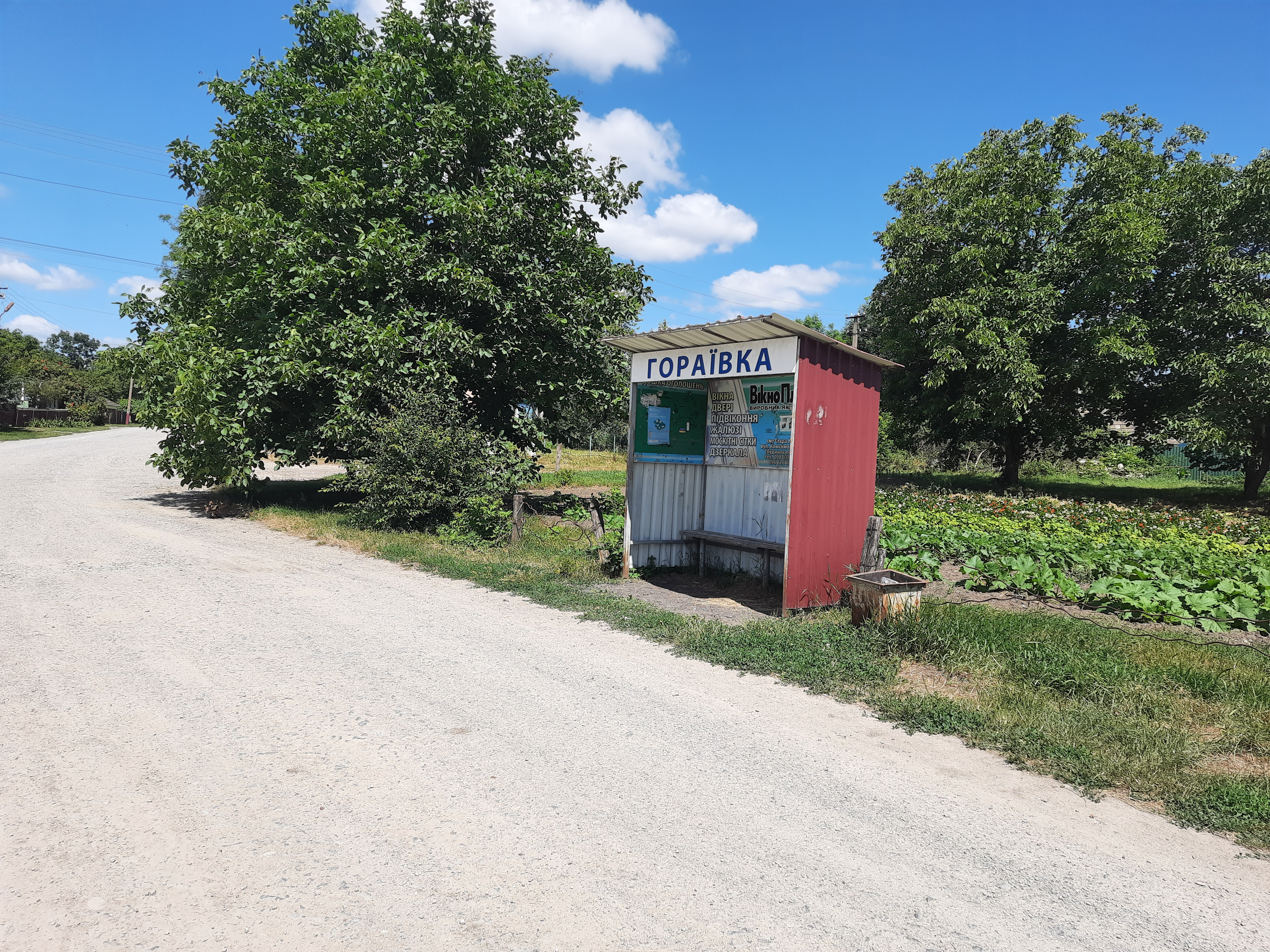
Автобусна зупинка

Гора́ївка — село в Україні, у Староушицькій селищній територіальній громаді Кам'янець-Подільського району Хмельницької області.

## Назва
Молдованин, який проживав на правому березі Дністра, за прізвищем Гурай дослідив, що глина, де тепер знаходиться село придатна для виготовлення посуду. Тоді він спробував випалити декілька горщиків. Горщики були чудові. Гончар Гурай оселився тут, згодом завів сім'ю. Місця, де виготовлявся посуд, збереглися ще і до нашого часу. Уламки від посуду знаходяться ще й нині на людських городах . Так, поблизу робочого місця і почалася розбудова села. Першим жителем села став молдованин Урсул. Село назвали Гураївка, а перші жителі села Урсули. Село зростало, люди будували хати глиняні, дахи солом'яні. Перші шість сімейств були за українським прізвищем Урсуляки, а село Гораївка.
Старші люди говорять, що село Гораївка побудовано на горі, а на горі завжди «ївко», тобто «холодно», тому так і назвали «Гораївка».

## Географія
Гораївка наддністрянське село розташоване на подільській височині в південно-західній частині України, за 45 кілометрів автошляхами від міста Кам'янець-Подільський. Добратись можна дорогою Т 2317, далі біля Старої Ушиці звернути на досить погану місцеву дорогу до самого села. Гораївка розкинулась на високому лісовому миловидному березі річки Дністер.

### Клімат
За даними метеорологів, у цьому районі існує своєрідний унікальний мікроклімат — середньорічна кількість тепла на 1 квадратний метр тут рівнозначна ялтинській, а скелі й ліси захищають узбережжя Дністра від північних повітряних потоків. Гораївка знаходяться в межах вологого континентального клімату із теплим літом, у так званому «теплому Поділлі», тут весна настає на 2 тижні раніше. Але діяльність людини досить часто призводить до екоциду, поганих змін та глобального потепління. Рівень наповнення річок водою по області становить лише 20 % від необхідного стандарту, значна частина земної поверхні стає посушливою. Для покращення ситуації варто було б проводити ревайлдинг, відновлювати екосистеми та лісові насадження.

## Історія
На полі, між селами Бакота і Гораївка знайдено рештки жертовника пізнього бронзового віку вигляді курганоподібного насипу із спеціально викладеними кам’яними виростками в основі. Напроти хат західної околиці села Наддністрянка(колишні Дурняківці), тепер це село приєднане до села Гораївка, по лівій частині неглибокого яру – поселення скіфського часу. За 400 метрів від західної околиці села, виявлено поселення розвинутого трипілля і два поселення VI-VII століть одне-за 500 метрів на захід від крайніх хат, а друге за 200 метрів на південний захід.
Поселення відоме з 1680 року.
Сільська церква Святого Дмитра збудована у 1737 році – дерев’яна. Зазнала перебудови у проросійському стилі, на початку ХХ століття її стіни були обшиті тесом, а бічні главки підняті.
Внаслідок поразки Перших визвольних змагань на початку XX століття, село надовго окуповане російсько-більшовицькими загарбниками.
Радянська окупація принесла колективізацію та розкуркулення, мешканці села зазнали репресій.
1932 році утворена Гораївська сільська рада.
В 1932–1933 селяни села пережили голодомор.
По закінченню Другої світової війни у 1946—1947 роках мешканці села вчергове пережили голод.
Після війни починає в селі будуватися восьмирічна школа, на будівництво якої ходили жителі усього села, які могли працювати. Трохи пізніше будується клуб, у приміщенні якого у двох кімнатах розміщувалась і бібліотека. Будується медичний пункт, згодом дитячий садок.
У 1959 році село Дурняківці приєднане до Гораївки, у складі якої підпорядковувалися Староушицькій селищній раді.
В 1981 році почалось заповнення басейну Дністра водою, яке тривало шість років, внаслідок цього затоплено долину річки Дністер поблизу села та села Дурняківці, Конилівка, Бакота, а на правому березі Молодове, Комарів Яр.
З 1991 року в складі незалежної України.
7 вересня 2017 року шляхом об'єднання сільських рад село увійшло до складу Староушицької селищної громади. Об'єднання в громаду має створити умови для формування ефективної і відповідальної місцевої влади, яка зможе забезпечити комфортне та безпечне середовище для проживання людей.

## Населення
Населення становило 640 осіб станом на 2001 рік.

### Мова
У селі поширені західноподільська говірка та південноподільська говірка, що відносяться до подільського говору, який належить до південно-західного наріччя.
100 % населення вказало своєю рідною мовою українську мову за даними перепису 2001 року.

## Туризм
Село Гораївка розташоване найближче до оглядового майданчику та прекрасних краєвидів. Вже за п'ять хвилин ходи від села можна насолодитися усією красою Дністровського каньйону та Бакотою, спуститись до річки Дністер покупатися.
У селі діє арт-простір «Бакота Хаб» у приміщені колишньої школи. Тут пропонують еко-відпочинок, проводять майстер-класи та мистецькі пленери.
Кількість туристів у селі Гораївка, збільшилась втричі починаю з 2020 року. Це місце стало магнітом для митців, вело-туристів, йога-практиків, мандрівників. 
У селі створили понад десять стінописів, арт-об'єктів, розмальованих будинків та криниць, безліч мистецьких робіт, музей села.

### Фотокнига «Horaivka»
Фотограф Анатолій Бабійчук документував повсякденне життя мешканців села Гораївки на південному заході України. Фотограф зробив півтисячі світлин в українському селі — Гораївка, 95 з них увійшли до виданої в Австрії фотокниги «Horaivka». Інформація про книгу: кількість сторінок - 144, мови англійська та українська.

## Інфраструктура
Гораївці діє: два магазини, дві зупинки, клуб, бібліотека, садиба «Дім Мандрівника», де можна переночувати та «Бакота Хаб».

## Релігія
Селі є дві церкви:
- Церква Верховних апостолів Петра і Павла (УГКЦ)
- Церква (УПЦ МП)

## Охорона природи
Село лежить у межах національного природного парку «Подільські Товтри».
.

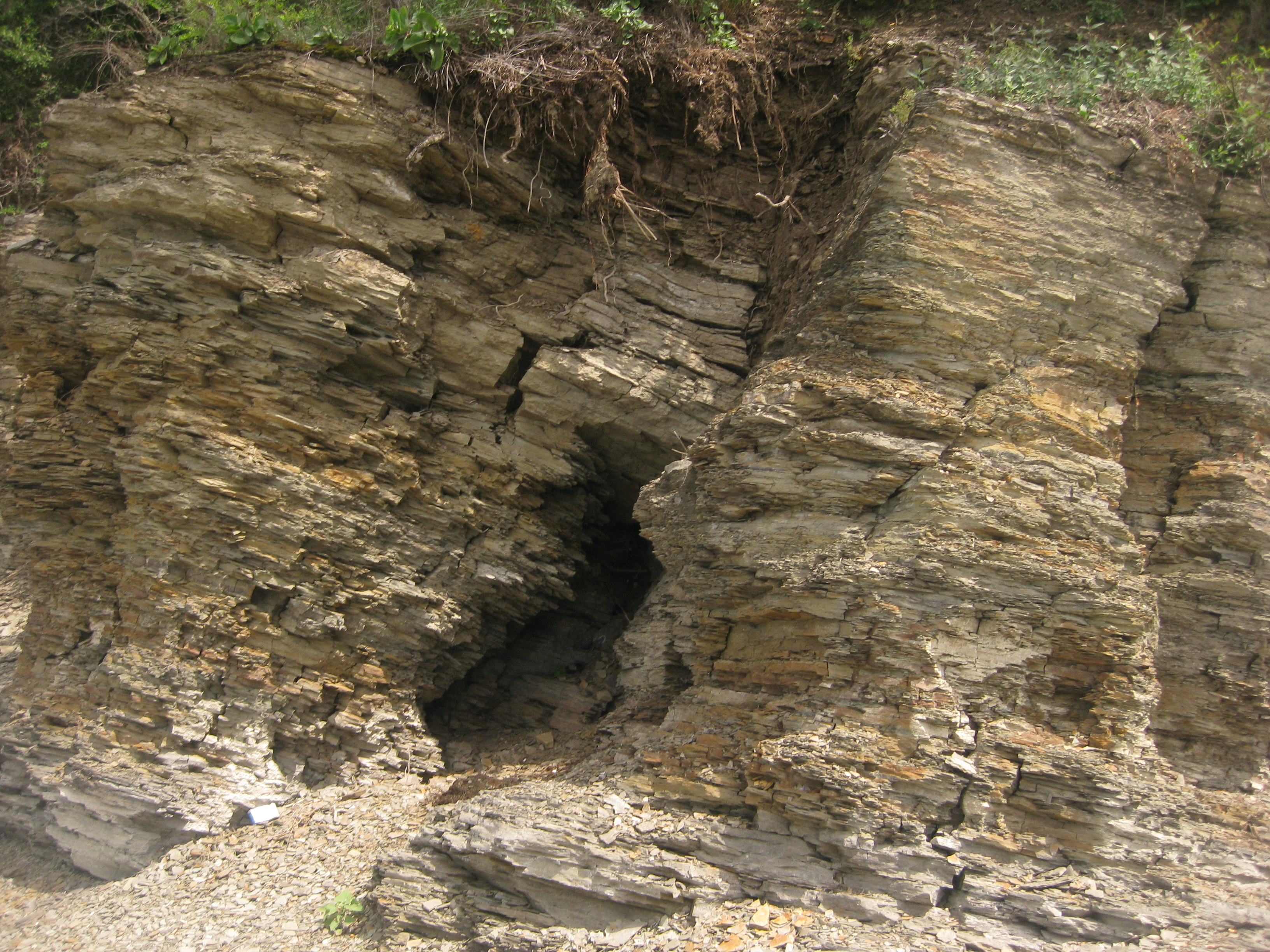
Розріз свити поблизу Гораївки

- Розріз гораївської свити — геологічна пам'ятка природи.
- Бакотська затока — водно-болотне угіддя міжнародного значення, розташоване неподалік села.

## Відомі люди

### Проживали, перебували
- Бабійчук Анатолій — український художник, фотограф, автор виставки «Uber Leben am Land» («Про життя на селі»), співавтор фотокниги «Horaivka», з Гораївки родом його дружина.[4]
- Захарко Андрій — український культурний діяч, організатор багатьох фестивалів, директор «Туристично-інформаційного центру» Староушицької громади.